# Madagaskarbacksvala
Ej att förväxla med madagaskarsvala.
Madagaskarbacksvala (Riparia cowani) är en fågelart i familjen svalor inom ordningen tättingar.

## Utbredning och systematik
Fågeln förekommer på Madagaskar. Den betraktades tidigare som underart till brunstrupig backsvala (Riparia paludicola). Den urskiljs dock sedan 2014 som egen art av Birdlife International och IUCN, sedan 2023 även av eBird/Clements och IOC.

## Status
Arten kategoriseras av IUCN som livskraftig.